# オニトキ
オニトキ（鬼鴇、Thaumatibis gigantea）は、ペリカン目トキ科に分類される鳥類。別名オニアカアシトキ。

## 分布
カンボジア、タイ、ベトナム南部、ラオス

## 形態
全長105cmとトキ科最大種。種小名giganteaは「巨大な」の意で、英名（Giant=巨大な）と同義。頭部と頸部には羽毛が無く、灰褐色の皮膚が露出している。背面は黒褐色、腹面は緑がかった灰褐色の羽毛で覆われる。次列風切と雨覆は灰色。
嘴の色彩は灰褐色。後肢の色彩は赤紫。
幼鳥は、頭部と頸部が短い黒褐色の羽毛で覆われている。

## 生態
河川や湖沼、湿地、水田などに生息する。通常は番いか家族群で生活するが、冬季には群れを形成する。
食性は動物食で、水辺で小動物を捕食すると考えられている。
繁殖形態は卵生。樹上に営巣する。

## 人間との関係
開発による生息地の破壊や乱獲などにより生息数は激減している。個体群は断続的で分断されており、各地で絶滅に近いあるいは既に絶滅しているとされる。以前はメコン・デルタに多数の個体が生息していたとされるが、1990年代に行われた調査では本種は確認されなかった。